# Riu de Bescaran
El Riu de Bescaran és un riu de la comarca catalana de l'Alt Urgell. Neix a la serra del Cavall a uns 1970 m d'altitud de la confluència d'uns torrents, dels quals els principals són el torrent de la Bassa, el de la Valleta i el de Port Negre. Poc abans d'entrar a Bescaran rep les aigües del Torrent del Coll de Cintó. És un afluent del Segre, al qual s'uneix a prop del nucli de Torres d'Alàs.
A uns huit cents metres a llevant de Bescaran, el pont del Molí d'Estamariu, un monument protegit, travessa el riu. El molí era un molí fariner que després es va transformar en central hidroelèctrica.